# Komplexy trimethylenmethanu
Komplexy trimethylenmethanu jsou komplexní sloučeniny, ve kterých jako ligand slouží trimethylenmethan. Některé z těchto komplexů mohou být využity v organické syntéze.

## Historie
Příprava trikarbonylu cyklobutadienželeza ukázala, že lze vytvořit komplexy organických ligandů, které nejsou izolovatelné ve volné podobě. Trimethylenmethan (TMM) je vlastnostmi podobný cyklobutadienu, čehož v roce 1966 bylo využito k první popsané přípravě komplexu přechodného kovu a trimethylenmethanu, (CO)3FeC(CH2)3, který se stal výchozím bodem pro další výzkum.

## Příprava

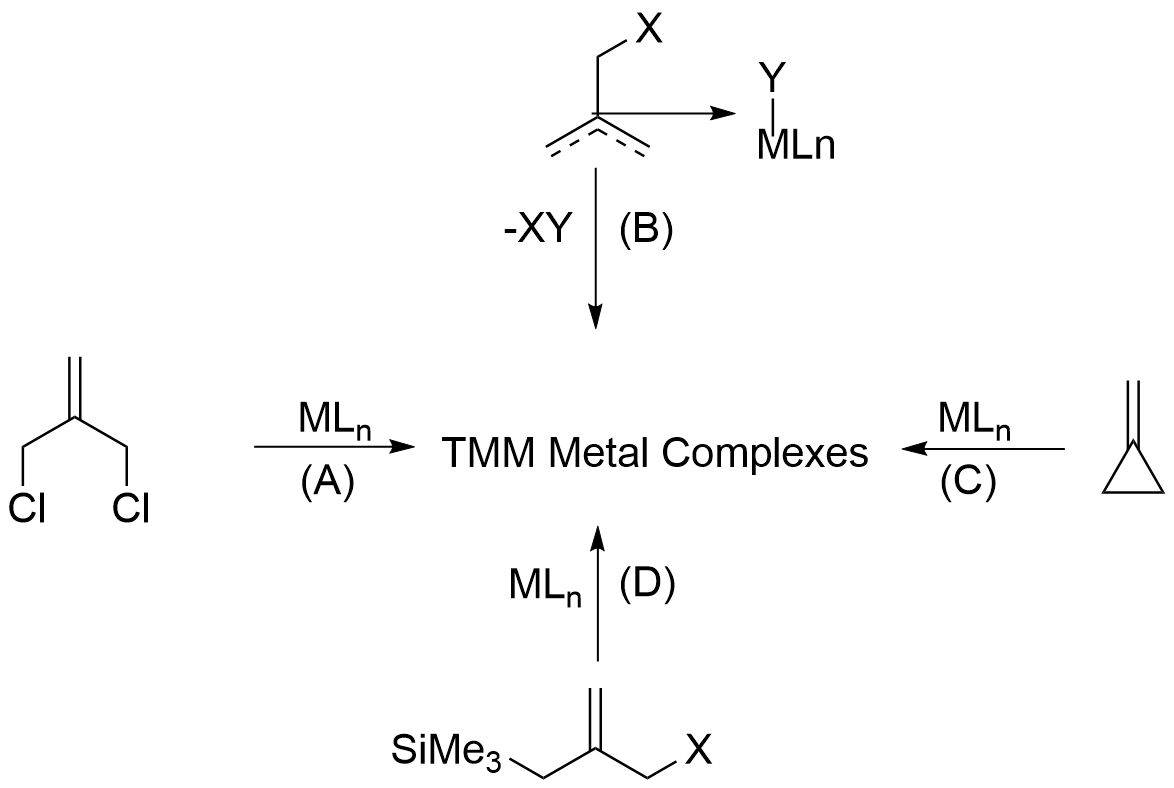

Trimethylenmethanové komplexy je možné připravit čtyřmi různými způsoby: (A) dehalogenacemi α,α'-dihalogenovaných prekurzorů, (B) tepelně spouštěným odštěpováním XY (XY = HCl, Br2, nebo CH4) z η3-methylallylových komplexů, (C) otevíráním kruhů alkylidencyklopropanů, a (D) eliminacemi Me3SiX [X = OAc, Cl, OS(O)2Me] z funkcionalizovaných allylsilanů.

### Dehalogenace α,α'-dihalogenovaných sloučenin

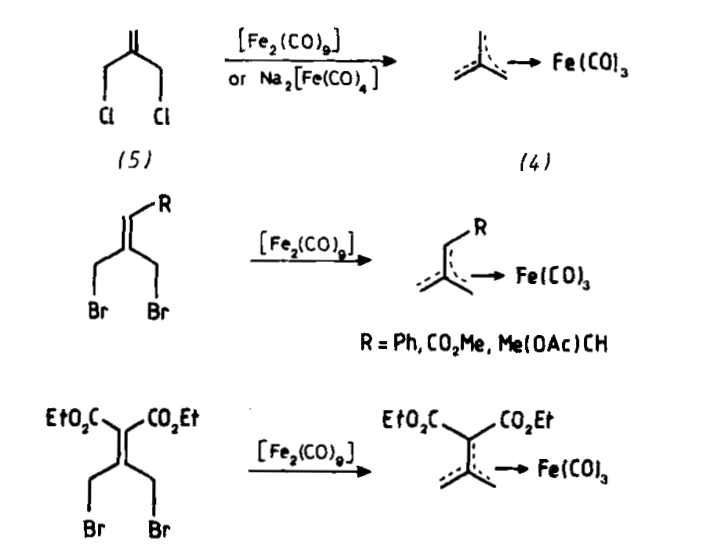

η4-[C(CH2)3]Fe(CO)3, první popsaný komplex trimethylenmethanu, lze připravit reakcí 3-chlor-2-chlormethylprop-1-enu s nonakarbonylem diželeza (Fe2(CO)9) nebo Na2[Fe(CO)4].
Podobnými způsoby byla připravena řada dalších komplexů železa se substituovanými trimethylenmethany.
Další možností je tepelná příprava z η3-methylallylových komplexů; příkladem může být rozklad allylového komplexu železa, získaného z 3-chlor-2-methylprop-1-enu a [Fe2(CO)9].

### Otevírání kruhů alkylidencyklopropanů

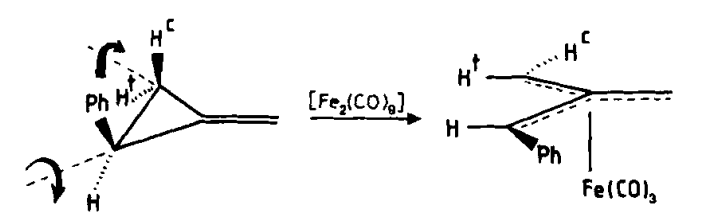
Stereochemie otevírání kruhů methylencyklopropanů pomocí Fe^{0}

Za přítomnosti [Fe2(CO)9] se 2-substitované methylencyklopropany mění na η4-trimethylenmethanové komplexy s různými funkčními skupinami, například (R1 = H, R2 = Ph), (R1 = Me, R2 = Ph), (R1 = R2 = Ph), a (R1 = H, R2 = CH=CH2).

### Eliminace Me3SiX [X = OAc, Cl, OS(O)2Me] z funkcionalizovaných allylsilanů
Na přípravu η3-trimethylenmethanových komplexů lze použít tetrakis(trifenylfosfin)palladium. Allylsilany se oxidačně adují na některé komplexy d8 za tvorby η1-allylových komplexů, ze kterých se následně vytvářejí η3-allylové komplexy, a nakonec vznikají oddělením Me3SiX komplexy typu η4-trimethylenmethan. Navržený mechanismus byl potvrzen izolací meziproduktu.
IrCl(CO)(PPh3)2 + CH2=C(CH2Cl)(CH2tms) → η4-[C(CH2)3]IrCl(PPh3)(CO) + tmsCl + PPh3

## Struktura

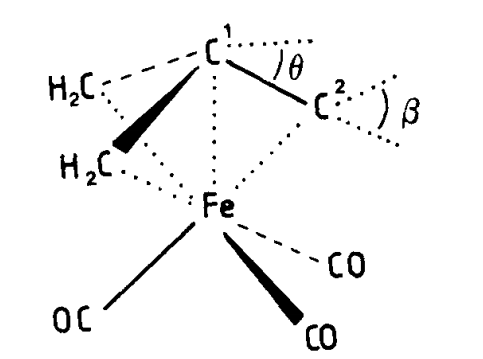
Struktura η^{4}-C(CH_{2})_{3}]Fe(CO)_{3}

Komplex η4-C(CH2)3]Fe(CO)3 má ligandy, karbonyl a trigonálně pyramidální trimethylenmethan, uspořádané v deštníkovité konfiguraci. Centrální atom uhlíku v trimethylenmethanu se oproti ostatním nachází blíže k železnému centru (194(1) pm oproti 212 pm); tyto údaje byly potvrzeny rentgenovou difrakcí a vibračním spektrem.
Vypočtená hodnota potenciální energie rovinného trimethylenmethanového ligandu činí 87 kJ mol−1; u „stažené“ konformace, odpovídající experimentální geometrii, jde o 98,6 kJ mol. U této konformace se orbitaly s mísí s orbitaly e", což způsobuje výraznější orientaci směrem ke kovovému centru. V důsledku tohoto spojení je překryv orbitalů e" a 2e větší.

## Reakce
Trimethylenmethanové komplexy mohou vstoupit do mnoha různých reakcí s elektrofily či nukleofily i do redoxních reakcí.
η4-C(CH2)3]Fe(CO)3 vytváří reakcí s chlorovodíkem η3-CH3C(CH2)]Fe(CO)3. Komplexy železa se substituovanými trimethylenmethany oproti tomu se silnými kyselinami tvoří konjugované dienyl-Fe kationty a η4-dienové komplexy.
η4-C(CH2)3]Mo(CO)2C5H +
5  na sebe navazuje nukleofily, čímž vznikají neutrální η3-allylové komplexy.
[Fe{η4-C(CH2)3(L)3]  (L = PMe nebo PMe2Ph) reaguje s trifluormethansulfonátem stříbrným za vzniku 17elektronového kationtu.